# Jacob Friedemann von Werthern

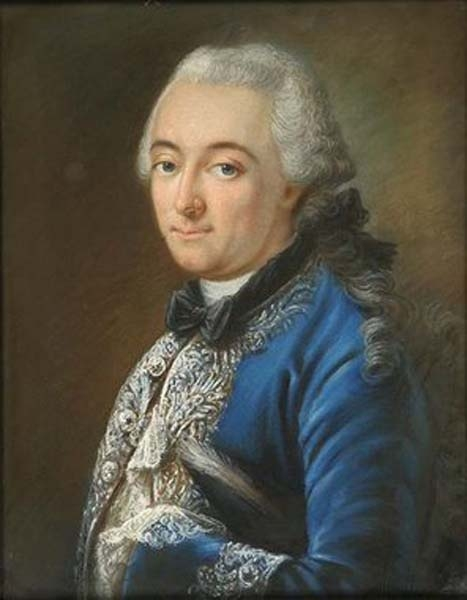
Jacob Friedemann Graf von Werthern 1761

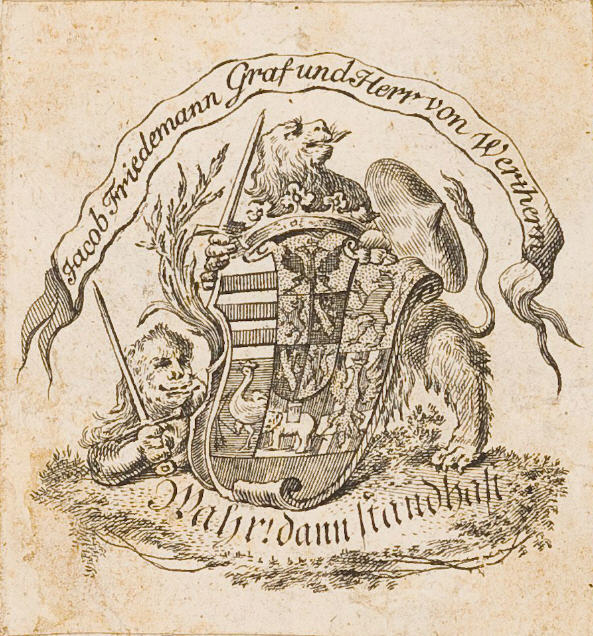
Wappen in seinem Exlibris

 Jacob Friedemann Graf von Werthern (* 6. September 1739 in Eythra; † 24. März 1806 in Leipzig) war ein deutscher Adliger, der im diplomatischen und im Verwaltungsdienst des Kurfürstentums Sachsen tätig war.

## Leben
Jacob Friedemann Graf von Werthern stammte aus der Beichlinger Linie des Thüringer Adelsgeschlechts von Werthern. Er war das jüngste Kind Graf Georgs d. J. und seiner Gattin Jacobine Henriette (einer geborenen von Flemming). Von Geburt her führte er die Titel eines Reichsgrafen und eines Reichs-Erb-Kammer-Türhüters. Der Träger des letzteren Titels war dafür verantwortlich, dass die jeweilige Kaiserwahl in Frankfurt am Main geheim stattfand. Zu den ererbten Titeln erwarb er selbst im sächsischen Staatsdienst den eines Kammerrates, später Wirklichen Geheimen Rates im Staatsapparat Friedrich Augusts III., des „Gerechten“.
Nach dem Tod seines Vaters erhielt er 1771 aus einem Erb- und Teilungsrezess mit seinem Bruder Johann Georg Heinrich die Graf- und Herrschaften Beichlingen, Neunheilingen, Großneuhausen und Eythra mit Mausitz. In dieser Position heiratete er am 12. Juli 1773 in Nassau an der Lahn die Adlige Johanna Luise vom und zum Stein, eine ältere Schwester des späteren preußischen Ministers und Reformers Freiherr Karl vom und zum Stein. Dieser Ehe, die später nicht sehr glücklich war, entstammten die beiden Töchter Henriette Caroline Luise (* 1774) und Jacobine Henriette Juliane, von denen die letztere bereits im Kindesalter starb.
Von 1769 bis 1772 war ein Graf von Werthern (er oder sein Bruder) Gesandter am französischen Königshof. 1774 wurde Graf von Werthern in diplomatischen Diensten Sachsens an den spanischen Hof beordert, wohin ihn auch seine Frau begleitete. Nach der Rückkehr aus Spanien zum Ende der 1770er-Jahre nahm das Ehepaar seinen Wohnsitz auf Neunheilingen. Hier gab es Verbindungen zum Weimarer Hof. Herzog Carl August war zusammen mit Goethe mehrfach zu Besuch in Neunheilingen. Dienstlich bedingt wohnte das Ehepaar aber auch zeitweise in Dresden.
1783 wurde der Graf von Werthern Kammerdirektor der Stiftsregierung Zeitz-Naumburg. Diese Stellung als erster Mann in dem sächsischen Verwaltungsgebiet, das nach Auflösung des Herzogtums Sachsen-Zeitz wieder an Kursachsen gefallen war, behielt er bis zu seinem Lebensende.
Obwohl Arbeits- und Wohnsitz jetzt das Zeitzer Schloss war, widmete er sich mit seiner Frau nun verstärkt der Aus- und Umgestaltung von Schloss und Park in seinem Besitz im nahegelegenen Eythra. Im Park entstanden antikisierende, gotisierende und chinoise Bauten und Denkmäler, z. B. um 1790 ein Trianon in der Art römischer Tempelruinen am Ende der 650 Meter langen, vierreihigen Eythraer Lindenallee. Das 1795 mit Bildtapeten mit römischen Motiven nach Stichen von Giovanni Battista Piranesi ausgeschmückte Speisezimmer im Schloss, fortan Römischer Saal genannt, bildet heute nach dem Verlust von Eythra durch den Braunkohletagebau einen Glanzpunkt im Leipziger Grassi Museum für Angewandte Kunst.
Graf von Werthern starb 1806 und wurde dem eigenen Wunsch gemäß auf dem Ortsfriedhof von Eythra beigesetzt.
Sein Wahlspruch lautete Wahr! Dann standhaft.

## Familie
Aus seiner Ehe mit Johanna Luise vom und zum Stein entstammten die beiden Töchter Henriette Caroline Luise (1774–1836) und Jacobine Henriette Juliane, welche bereits im Kindesalter starb. Henriette heiratete 1801 Friedrich Christian Ludwig von Senft und Pilsach genannt Lauhn (1774–1853).